# 日本海観光フェリー
日本海観光フェリー株式会社（にほんかいかんこうふぇりー）は、かつて日本に存在した海運会社。

## 概要
交通網が不足する能登半島と佐渡島を結ぶカーフェリー航路の開発と能登・佐渡両地域の発展を目的として名古屋鉄道や石川県・新潟県財界の出資で1973年6月に設立され、1975年4月12日より珠洲飯田 - 小木間の航路を開設。
当初20万人程の利用客を見込んだが利用者数は振るわず初年度から損益分岐点の9万人を割り込む8万4千人に留まりその後は年7万人程度に下降、1977年11月時点で就航以来3年間で15億円の赤字を計上。
1978年と1979年は、4月から10月まで、大型ホーバークラフト2隻で七尾港 - 小木港間で季節運航したが、1980年2月に休止申請、1981年3月に廃止となっている。
珠洲飯田港のフェリーターミナル棟は航路廃止後も残存しレストランなどに用いられ2017年からはEAT & ART TAROにより奥能登国際芸術祭の一環で「さいはてのキャバレー」として用いられ、常設作品となり案内所やイベント会場などに用いられたが、2024年に発生した能登半島地震にて全壊判定とされ解体が予定されている。

## 航路
カーフェリー時代
- 珠洲飯田港（石川県珠洲市飯田町） - 小木港（新潟県佐渡郡小木町）（105km[1]、所要時間3時間50分[10]）
  - 4月-11月運航、当初毎日1往復・夜間停泊時には海上ホテルとして使用[1]。

ホーバークラフト時代
- 七尾港 - 和倉港 - 珠洲飯田港 - 小木港（総所要時間七尾発2時間45分・小木発2時間40分[11]）
- 4月-10月運航、4-8月2往復・9-10月1往復、2往復時は七尾 - 和倉 - 小木・七尾 - 飯田 - 小木の2ルート各1往復で運航[4]。

## 船舶
- かもめ（カーフェリー）
  - 2,737総トン、全長90.5m、幅16.0m、航海速力17.5ノット[10]。
  - 旅客定員通常858名・夏季1,114名、車両積載数：大型バス10台・乗用車47台または大型トラック22台・乗用車20台または乗用車86台[10]。内海造船田熊工場建造[10]。1977年引退。その後韓国に売却[12]。
- しぐなす/しぐなす1号（ホーバークラフト）[4]
  - 三井造船が建造したMV-PP15型。旅客定員155名、最高時速120km、航海速力時速85km[4]。2隻とも建造元からのリースで、廃止後に返却された。船体自体は80年代前半に解体され現存しない。